# Galleggiante (meccanica)

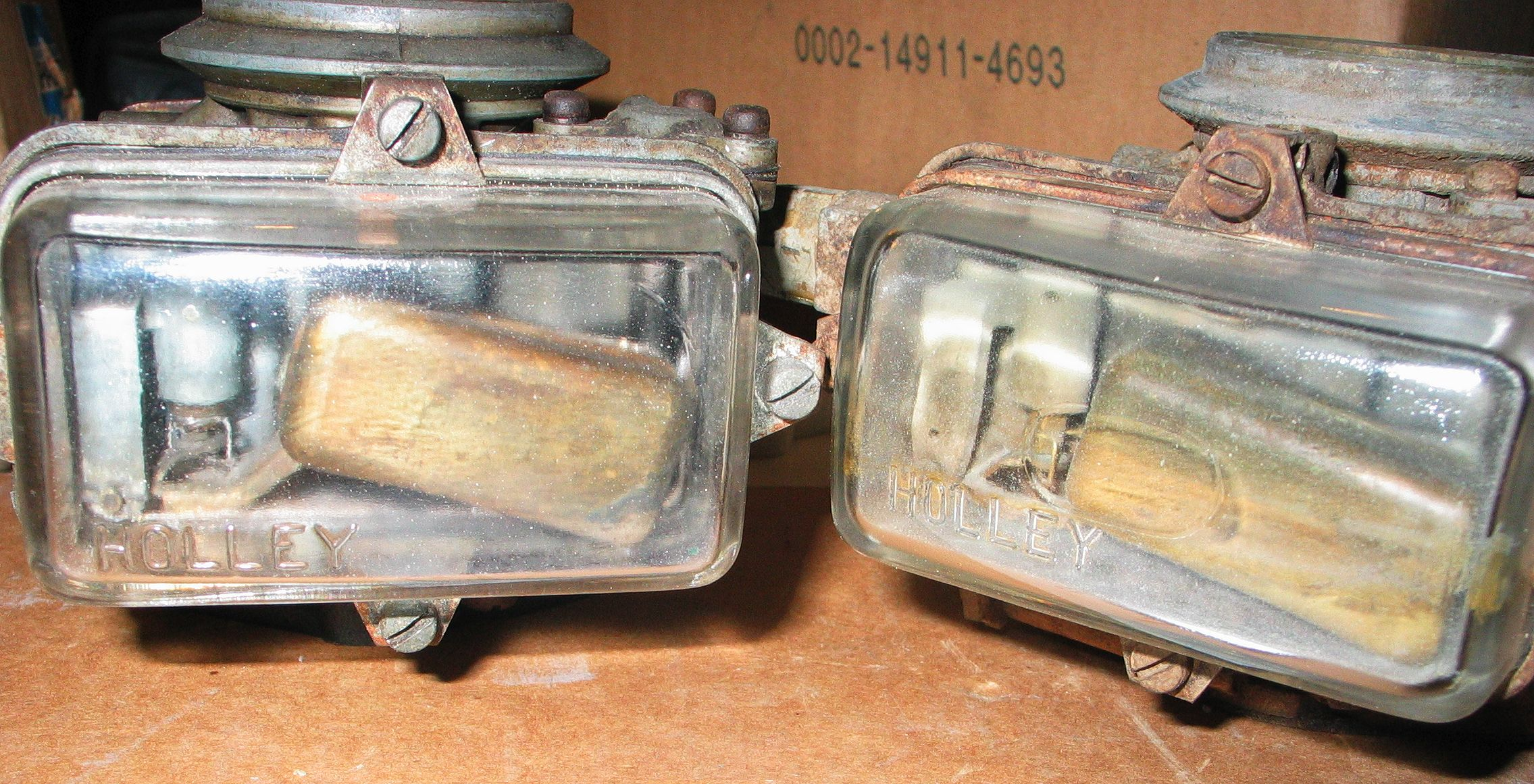
Galleggiante

Il galleggiante è il componente del carburatore (ad esclusione dei carburatori a membrana), che permette la regolazione del livello della benzina nella vaschetta del carburatore.

## Descrizione

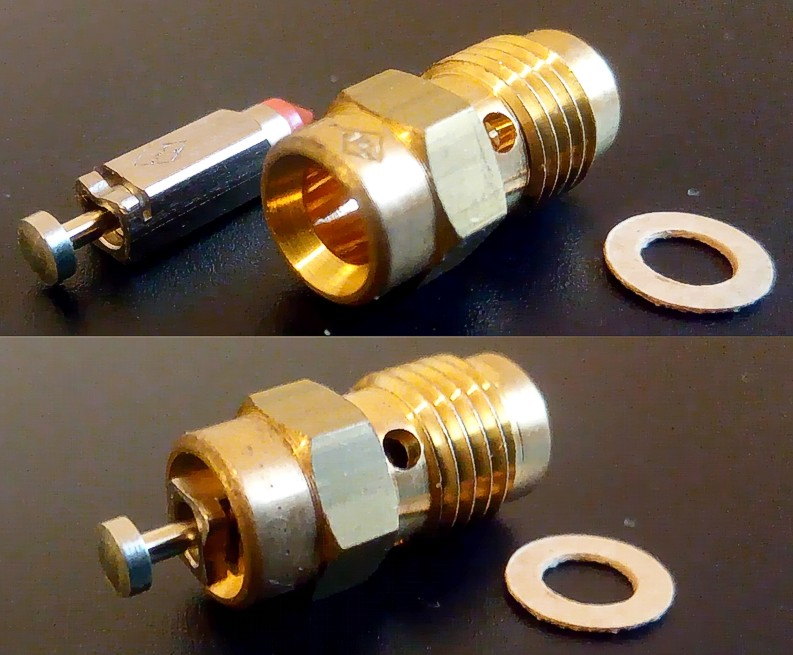
Valvola a spillo molleggiata galleggiante 8649 per carburatori dell'orto, misura 200, con spillo da 5,2 mm

Il galleggiante oscillando nelle diverse posizioni da un determinato fluido, determina a seconda se connesso a un interruttore o una valvola a spillo o di altro tipo, una chiusura/apertura di un contatto o la regolazione di un flusso del medesimo liquido.

### Funzionamento
Durante il normale funzionamento del carburatore si verifica una variazione dell'altezza del liquido benzina dovuto alle differenti richieste di combustibile durante la varie fasi operative e al funzionamento del galleggiante, il quale agisce su un interruttore (o su una valvola) che non riesce a riempire in modo immediato e preciso la vaschetta del galleggiante nelle varie situazioni. Più precisamente con il sistema ad interruttore si ha la limitazione del sistema che viene azionato per far riempire la vaschetta in quanto il riempimento risentirà dalla precisione ed inerzia del pompante, mentre con la soluzione a valvola il livello viene influenzato principalmente dalla richiesta di benzina, in quanto maggiore è la richiesta e tanto maggiore deve essere l'apertura della valvola a spillo e di conseguenza il livello benzina sarà più basso.

### Dimensionamento valvola
Per far sì che il livello di carburante rimanga il più costante possibile si deve dimensionare correttamente la valvola a spillo del galleggiante, il dimensionamento è differente a seconda del sistema utilizzato, nel caso di soluzioni a caduta lo spillo deve avere un'area di passaggio maggiore rispetto alla somma delle aree di passaggio dei circuiti di funzionamento a regime (minimo, massimo ed eventualmente se presente del circuito di potenza), questa maggiorazione deve garantire non solo il riempimento per compensare il consumo massimo, ma permettere anche un eventuale recupero dovuto ad un momentaneo mancata alimentazione dovuto o a bolle d'aria o vibrazioni o salti, che riducono o annullano momentaneamente l'alimentazione, ma allo stesso tempo non deve essere eccessivamente grande, in quanto la tenuta della valvola per quanto ben realizzata può non essere perfetta e indurre ad un eccessivo livello di carburante nella vaschetta benzina, con conseguenti problemi di carburazione ed ingolfamento del motore.
Nel caso di soluzioni a pompante benzina, si deve usare una valvola più piccola per garantire una maggiore forza da parte del galleggiante sulla valvola e permettere una migliore chiusura della valvola a spillo, inoltre per limitare la pressione generata dal pompante benzina e rendere il funzionamento più regolare, è possibile usare una linea di recupero/rientro, ma caratterizzata da un percorso (dislivello) o valvola per evitare di ridurre eccessivamente la pressione del pompante benzina.

## Tipo di galleggiante

Schema galleggiante in un carburatore automobilistico

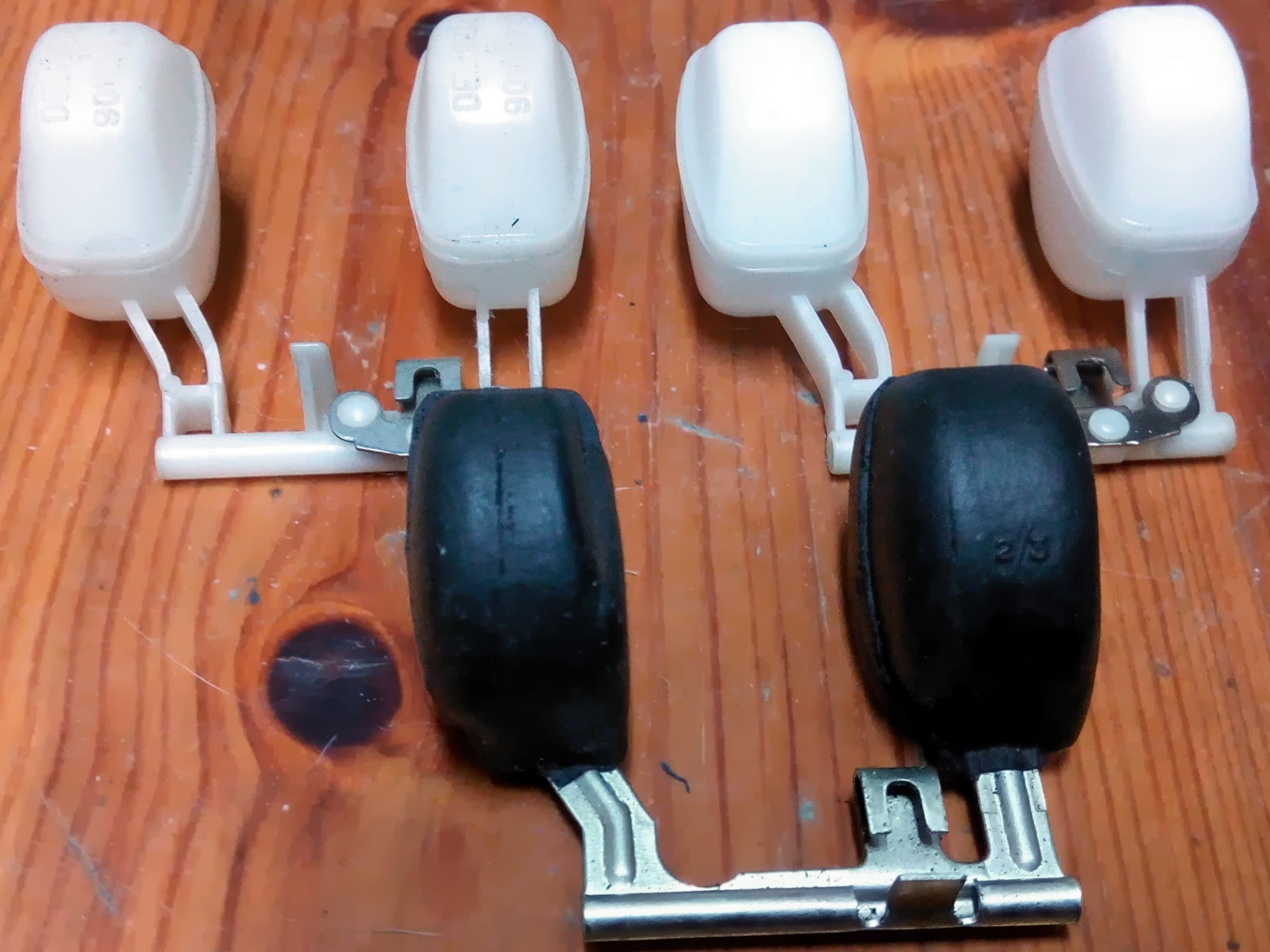
Galleggianti sdoppiati di differente peso per PHBH

- Corpo singolo è un unico elemento caratterizzato da un'unica massa galleggiante, generalmente di forma toroidale
- Sdoppiato è caratterizzato da due masse galleggianti vincolate l'un l'altra o perché formano un unico elemento o perché sono tenute assieme da un braccetto metallico
- A corpi indipendenti questi galleggianti indipendenti riescono a migliorare la funzionalità del galleggiante anche se di poco e in poche condizioni, infatti il suo vantaggio consiste nella miglior gestione della benzina in condizione di moto in piega senza il busto eretto del conducente, dove la risultante della forza di gravità e forza centrifuga non scorre attraverso la moto e la benzina nella vaschetta tenderà ad andare più da un lato.
Tali effetti sono presenti anche in altre applicazioni e situazioni, come in curva per le auto a carburatore o per gli aerei a carburatore che eseguono uno o più avvitamenti.